# Hilda Pihlgren
Hilda Pihlgren, född 1873 i Älvsbacka i Värmland, död 1943, känd som ”Pila-Britta”, var en svensk barnmorska verksam i Västerås.
Förutom sin barnmorskeverksamhet var hon engagerad i den lokala rösträttsrörelsen och ingick i styrelsen för Föreningen för kvinnans politiska rösträtt (FKPR) från dess grundande fram till 1913.

## Biografi
Hilda Pihlgren föddes som dotter till pigan Augusta Larsson och Hjalmar August Pihlgren. Sina första levnadsår tillbringade Hilda Pihlgren hos morföräldrarna, medan modern utbildade sig till barnmorska i Göteborg. Modern fick ett par år senare råd med egen tjänstebostad och en återförening kunde då ske. 
Tillsammans med sex halvsyskon växte Hilda Pihlgren upp i Norra Råda socken. Av modern blev hon inspirerad till att välja barnmorskeyrket. Hon studerade i Stockholm och tog som 24-åring i juni 1898 examen vid Södra barnbördshuset i Stockholm. Efter en kort period utanför Enköping sökte hon sig till Västerås, en stad som hon blev trogen livet ut. För att kunna transportera sig själv och den tunga barnmorskeväskan skaffade hon 1922 körkort som första kvinna i Västerås. Hon köpte sig en T-Ford och blev därmed troligen också den första bilburna barnmorskan i Sverige.
Under Hilda Pihlgrens 44 år i Västerås genomgick samhället stora förändringar. När hon började sin yrkesbana ägde nästan alla förlossningar rum i hemmen. Fyra decennier senare förlöstes däremot nästan 80 procent av kvinnorna i Västmanland på sjukhus. I en intervju på sin 70-årsdag uppgav Hilda Pihlgren att hon varit behjälplig vid 7 300 förlossningar och vid fler än ett tillfälle hjälpt både barn, mor och mormor till världen.
Genom sitt mångåriga arbete i Västerås var Hilda Pihlgren en välkänd och uppskattad personlighet bland stadens invånare. Åtskilliga anekdoter berättades om henne och hennes stora frispråkighet var omvittnad. Hilda Pihlgren tillhörde den fackliga yrkesorganisationen, hon var engagerad i den lokala rösträttsrörelsen och ingick i styrelsen för Föreningen för kvinnans politiska rösträtt (FKPR) från dess grundande fram till 1913. Under åren 1907–1925 var hon suppleant i stadens fosterbarnsnämnd och från 1916 och fram till sin död var hon ledamot av en välgörenhetsfond.
Hilda Pihlgren avled ett par månader efter sin 70-årsdag och var aktiv in i det sista. Hon gravsattes på Hovdestalunds kyrkogård i Västerås. Vid jordfästningen i domkyrkan hyllades hon samstämmigt för sin livsgärning och karakteriserades som ”en stadens goda ängel”.
I Västerås har Hilda Pihlgren numera en gata uppkallad efter sig, Pila-Brittas gata.

### Fotnoter
1. 1 2 3 4 5  Hilda Maria Pihlgren 1873-07-26 — 1943-12-17 Barnmorska, Svenskt kvinnobiografiskt lexikon-id: HildaMariaPihlgren, läst: 23 december 2020.[källa från Wikidata]
2. 1 2  Andersson, Johan. ”skbl.se - Hilda Maria Pihlgren”. skbl.se. http://skbl.se/sv/artikel/HildaMariaPihlgren. Läst 8 mars 2022.
3. ↑  Wallensteen, Ivar (1989). Sällsamheter i Västerås. Rabén & Sjögren. ISBN 91-29-59256-9. OCLC 470739686. https://www.worldcat.org/oclc/470739686. Läst 8 mars 2022
4. ↑  Machl, Margareta (2008). Pila-Britta : en barnmorskas levnadshistoria. Medicinhistoriska sällskapet Westmannia. ISBN 978-91-633-3444-3. OCLC 317575490. https://www.worldcat.org/oclc/317575490. Läst 8 mars 2022